# Estefano Rodríguez
Estefano Rodríguez Rivera (* 12. April 1962) ist ein ehemaliger mexikanischer Fußballspieler auf der Position des Torwarts.

## Laufbahn
Rodríguez stand während seiner Profikarriere bei den in der mexikanischen Stadt Guadalajara beheimateten Vereinen Chivas und Leones Negros unter Vertrag.
Seinen ersten Einsatz in einem Spiel um die mexikanische Fußballmeisterschaft  hatte Rodríguez ausgerechnet im Finalhinspiel der Saison 1982/83, das im heimischen Estadio Jalisco mit 2:1 gegen den Puebla FC gewonnen wurde. Da das Rückspiel (mit Celestino Morales im Tor) verloren wurde, musste Chivas sich in jener Spielzeit – wie auch in der folgenden Saison 1983/84 – mit der Vizemeisterschaft begnügen.
Am Ende der Saison 1986/87, in der Rodríguez zu drei Punktspieleinsätzen kam, stand der Gewinn des neunten Meistertitels von Chivas.
Später wechselte Rodríguez zum Stadtrivalen Leones Negros, für die er in der Saison 1989/90 zwölf Punktspieleinsätze bestritt und mit denen er am Ende derselben Spielzeit zum insgesamt dritten Mal in seiner Laufbahn Vizemeister wurde.

## Erfolge
- Mexikanischer Meister: 1986/87
- Mexikanischer Vizemeister: 1982/83, 1983/84, 1989/90